# Cyclocross Asper-Gavere
Cyclocross Asper-Gavere is een veldritwedstrijd georganiseerd in het Belgische Gavere rond het kasteel Grenier, dat militair domein is. Recordhouder is Sven Nys met negen zeges. Hoewel de naam refereert aan deelgemeente Asper, ligt het huidige parcours geheel nabij het centrum van Gavere. De veldcross kent wel haar oorsprong in Asper en is ontstaan onder impuls van een aantal enthousiaste Asperlingen. De vroegere edities vonden plaats langs de Bovenschelde aan de sluis in Asper. 
Sinds 2000 wordt een wedstrijd voor vrouwen georganiseerd. De eerste editie werd gewonnen door de Duitse gewezen wereldkampioene Hanka Kupfernagel. De Belgische Sanne Cant draagt het record met vier overwinningen. In 2022 vond de cross voor het eerst in lange tijd plaats na de jaarwisseling (en na het WK) i.v.m. coronamaatregelen rond de oorspronkelijke datum in december. Sinds het seizoen 2022-2023 maakt de cross deel uit van de wereldbeker veldrijden en vindt de cross plaats op Tweede kerstdag. Mathieu van der Poel won deze cross bij de heren voor Wout van Aert en Tom Pidcock. Bij de vrouwen won Shirin van Anrooij. Leidster in de wereldbeker Fem van Empel was niet van de partij i.v.m. een blessure.

## Erelijst

### Mannen elite
| Datum      | Klassement    | Cat. | Winnaar              | Tweede                 | Derde                |
| ---------- | ------------- | ---- | -------------------- | ---------------------- | -------------------- |
| 26/12/2024 | Wereldbeker   | CDM  | Mathieu van der Poel | Michael Vanthourenhout | Thibau Nys           |
| 26/12/2023 | Wereldbeker   | CDM  | Mathieu van der Poel | Wout van Aert          | Tom Pidcock          |
| 26/12/2022 | Wereldbeker   | CDM  | Mathieu van der Poel | Wout van Aert          | Tom Pidcock          |
| 12/02/2022 | Superprestige | C1   | Lars van der Haar    | Eli Iserbyt            | Toon Aerts           |
| 13/12/2020 | Superprestige | C1   | Tom Pidcock          | Mathieu van der Poel   | Toon Aerts           |
| 27/10/2019 | Superprestige | C1   | Eli Iserbyt          | Lars van der Haar      | Laurens Sweeck       |
| 11/11/2018 | Superprestige | C1   | Mathieu van der Poel | Toon Aerts             | Wout van Aert        |
| 12/11/2017 | Superprestige | C1   | Wout van Aert        | Toon Aerts             | Mathieu van der Poel |
| 13/11/2016 | Superprestige | C1   | Mathieu van der Poel | Wout van Aert          | Toon Aerts           |
| 15/11/2015 | Superprestige | C1   | Wout van Aert        | Sven Nys               | Kevin Pauwels        |
| 16/11/2014 | Superprestige | C1   | Klaas Vantornout     | Kevin Pauwels          | Sven Nys             |
| 17/11/2013 | Superprestige | C1   | Sven Nys             | Philipp Walsleben      | Klaas Vantornout     |
| 18/11/2012 | Superprestige | C1   | Sven Nys             | Klaas Vantornout       | Bart Wellens         |
| 20/11/2011 | Superprestige | C1   | Kevin Pauwels        | Tom Meeusen            | Zdeněk Štybar        |
| 21/11/2010 | Superprestige | C1   | Sven Nys             | Kevin Pauwels          | Niels Albert         |
| 15/11/2009 | Superprestige | C1   | Niels Albert         | Sven Nys               | Zdeněk Štybar        |
| 16/11/2008 | Superprestige | C1   | Sven Nys             | Bart Wellens           | Klaas Vantornout     |
| 18/11/2007 | Superprestige | C1   | Sven Nys             | Francis Mourey         | Bart Wellens         |
| 19/11/2006 | Superprestige | C1   | Sven Nys             | Erwin Vervecken        | John Gadret          |
| 20/11/2005 | Superprestige | C1   | Sven Nys             | Gerben de Knegt        | Enrico Franzoi       |
| 21/11/2004 | Superprestige |      | Sven Nys             | Ben Berden             | Erwin Vervecken      |
| 23/11/2003 | Superprestige |      | Bart Wellens         | Erwin Vervecken        | Sven Nys             |
| 17/11/2002 | Superprestige |      | Bart Wellens         | Mario De Clercq        | Peter Van Santvliet  |
| 11/11/2001 | Superprestige |      | Sven Nys             | Tom Vannoppen          | Richard Groenendaal  |
| 12/11/2000 | Superprestige |      | Peter Van Santvliet  | Richard Groenendaal    | Erwin Vervecken      |
| 14/11/1999 | Superprestige |      | Richard Groenendaal  | Sven Nys               | Mario De Clercq      |
| 15/11/1998 | Superprestige |      | Mario De Clercq      | Sven Nys               | Bart Wellens         |
| 16/11/1997 | Superprestige |      | Richard Groenendaal  | Erwin Vervecken        | Danny De Bie         |
| 17/11/1996 | Superprestige |      | Richard Groenendaal  | Marc Janssens          | Erwin Vervecken      |
| 19/11/1995 | Superprestige |      | Wim de Vos           | Luca Bramati           | Richard Groenendaal  |
| 20/11/1994 | Superprestige |      | Daniele Pontoni      | Marc Janssens          | Erwin Vervecken      |
| 21/11/1993 | Superprestige |      | Thomas Frischknecht  | Daniele Pontoni        | Danny De Bie         |
| 03/01/1993 | Superprestige |      | Daniele Pontoni      | Thomas Frischknecht    | Danny De Bie         |
| 05/01/1992 | Superprestige |      | Huub Kools           | Adrie van der Poel     | Danny De Bie         |
| 06/01/1991 | Superprestige |      | Adrie van der Poel   | Gustaaf Van Bouwel     | Martin Hendriks      |
| 07/01/1990 | Superprestige |      | Danny De Bie         | Christian Hautekeete   | Paul De Brauwer      |
| 15/01/1989 | Superprestige |      | Paul De Brauwer      | Danny De Bie           | Hennie Stamsnijder   |
| 03/01/1988 | Superprestige |      | Roland Liboton       | Ivan Messelis          | Albert Zweifel       |
| 11/01/1987 | Superprestige |      | Rudy De Bie          | Ivan Messelis          | Rein Groenendaal     |
| 12/01/1986 | Superprestige |      | Hennie Stamsnijder   | Roland Liboton         | Ivan Messelis        |
| 13/01/1985 | Superprestige |      | Hennie Stamsnijder   | Rein Groenendaal       | Adrie van der Poel   |
| 15/01/1984 | Superprestige |      | Roland Liboton       | Hennie Stamsnijder     | Albert Zweifel       |
| 16/01/1983 | Superprestige |      | Hennie Stamsnijder   | Albert Zweifel         | Johan Ghyllebert     |
| 16/01/1982 | Losse cross   |      | Roger De Vlaeminck   | Klaus-Peter Thaler     | Reini Groenendaal    |
| 18/01/1981 | Losse cross   |      | Hennie Stamsnijder   | Klaus-Peter Thaler     | Roland Liboton       |
| 21/10/1979 | Losse cross   |      | Roger De Vlaeminck   | Klaus-Peter Thaler     | Ronan De Meyer       |
| 22/10/1978 | Losse cross   |      | Eric De Vlaeminck    | Roger De Vlaeminck     | Paul De Brauwer      |
| 25/01/1964 | Losse cross   |      | Albert Van Damme     | René De Rey            | Michel Baele         |
| 15/11/1959 | Losse cross   |      | Charles Vanhoutte    | Albert Van Damme       | Herman Van Caester   |
| 10/11/1956 | Losse cross   |      | Roger De Clercq      | Georges Furnière       | Charles Vanhoutte    |
| 07/02/1955 | Losse cross   |      | G. Dhaenens          | Jean Van Renterghem    | Jean Bruyneel        |

### Vrouwen elite
| Datum      | Klassement    | Cat. | Winnaar             | Tweede                 | Derde                      |
| ---------- | ------------- | ---- | ------------------- | ---------------------- | -------------------------- |
| 26/12/2024 | Wereldbeker   | CDM  | Fem van Empel       | Lucinda Brand          | Puck Pieterse              |
| 26/12/2023 | Wereldbeker   | CDM  | Puck Pieterse       | Fem van Empel          | Ceylin del Carmen Alvarado |
| 26/12/2022 | Wereldbeker   | CDM  | Shirin van Anrooij  | Lucinda Brand          | Puck Pieterse              |
| 12/02/2022 | Superprestige | C1   | Lucinda Brand       | Annemarie Worst        | Denise Betsema             |
| 13/12/2020 | Superprestige | C1   | Lucinda Brand       | Denise Betsema         | Ceylin del Carmen Alvarado |
| 27/10/2019 | Superprestige | C1   | Yara Kastelijn      | Alice Maria Arzuffi    | Ceylin del Carmen Alvarado |
| 11/11/2018 | Superprestige | C1   | Alice Maria Arzuffi | Nikki Brammeier        | Sanne Cant                 |
| 12/11/2017 | Superprestige | C1   | Ellen Van Loy       | Nikki Brammeier        | Kim Van de Steene          |
| 13/11/2016 | Superprestige | C1   | Sanne Cant          | Jolien Verschueren     | Christine Majerus          |
| 15/11/2015 | Superprestige | C1   | Sanne Cant          | Jolien Verschueren     | Nikki Harris               |
| 16/11/2014 | Superprestige | C1   | Sanne Cant          | Nikki Harris           | Ellen Van Loy              |
| 17/11/2013 | Superprestige | C1   | Sanne Cant          | Helen Wyman            | Nikki Harris               |
| 18/11/2012 | Superprestige | C1   | Nikki Harris        | Sanne van Paassen      | Sanne Cant                 |
| 20/11/2011 | Superprestige | C1   | Sanne van Paassen   | Sophie de Boer         | Nikki Harris               |
| 21/11/2010 | Superprestige | C1   | Sanne van Paassen   | Helen Wyman            | Sophie de Boer             |
| 15/11/2009 | Superprestige | C1   | Katherine Compton   | Marianne Vos           | Daphny van den Brand       |
| 16/11/2008 | Superprestige | C1   | Katherine Compton   | Daphny van den Brand   | Sanne Cant                 |
| 18/11/2007 | Superprestige | C1   | Katherine Compton   | Maryline Salvetat      | Reza Hormes-Ravenstijn     |
| 19/11/2006 | Superprestige | C1   | Hilde Quintens      | Reza Hormes-Ravenstijn | Veerle Ingels              |
| 20/11/2005 | Superprestige | C1   | Hilde Quintens      | Veerle Ingels          | Anja Nobus                 |
| 21/11/2004 | Superprestige |      | Hilde Quintens      | Anja Nobus             | Loes Sels                  |
| 23/11/2003 | Superprestige |      | Anja Nobus          | Hilde Quintens         | Loes Sels                  |
| 17/11/2002 | Superprestige |      | Anja Nobus          | Hilde Quintens         | Reza Hormes-Ravenstijn     |
| 11/11/2001 | Superprestige |      | Anja Nobus          | Reza Hormes-Ravenstijn | Ilona Meter                |
| 12/11/2000 | Superprestige |      | Hanka Kupfernagel   | Daphny van den Brand   | Debby Mansveld             |